# Elecciones municipales de 2019 en Albacete
Las elecciones municipales de 2019 se celebraron en Albacete el domingo 26 de mayo, de acuerdo con el Real Decreto de convocatoria de elecciones locales en España dispuesto el 1 de abril de 2019 y publicado en el Boletín Oficial del Estado el 2 de abril. Se eligieron los 27 concejales del pleno del Ayuntamiento de Albacete, a través de un sistema proporcional (método d'Hondt), con listas cerradas y un umbral electoral del 5 %.

## Resultados
5 candidaturas obtuvieron representación en el pleno. La candidatura más votada, la del Partido Socialista Obrero Español obtuvo 9 concejales. La segunda candidatura en votos, la del Partido Popular, empató en concejales a la primera, con 9. La candidatura de Ciudadanos-Partido de la Ciudadanía obtuvo 5 concejales mientras que las candidaturas de Unidas Podemos-Izquierda Unida-Equo-MAC y Vox obtuvieron, respectivamente 3 y 1 concejal. Los resultados completos se detallan a continuación:
| Candidatura | Candidatura | Votos | %                                      | Escaños                                |
| --- | --- | --- | -------------------------------------- | -------------------------------------- |
| | Partido Socialista Obrero Español (PSOE) | 25 763 | 31,10                                  | 9                                      |
| | Partido Popular (PP) | 24 799 | 29,93                                  | 9                                      |
| | Ciudadanos-Partido de la Ciudadanía (Cs) | 15 202 | 18,35                                  | 5                                      |
| | Unidas Podemos Izquierda Unida Equo MAC (Podemos-IU-Equo-MAC)1                                                                                           | 8968 | 10,83                                  | 3                                      |
| | Vox (Vox) | 5456 | 6,59                                   | 1                                      |
| Contigo Somos Democracia (Contigo) | Contigo Somos Democracia (Contigo) | 1118 | 1,35                                   | 0                                      |
| Ganemos Albacete (Ganemos)2 | Ganemos Albacete (Ganemos)2 | 262 | 0,32                                   | 0                                      |
| Unión de Ciudadanos Independientes (UCIN) | Unión de Ciudadanos Independientes (UCIN) | 223 | 0,27                                   | 0                                      |
| Partido Comunista de los Pueblos de España (PCPE) | Partido Comunista de los Pueblos de España (PCPE) | 218 | 0,26                                   | 0                                      |
| Juntos Ganamos (JC) | Juntos Ganamos (JC) | 131 | 0,16                                   | 0                                      |
| Votos en blanco | Votos en blanco | 713 | 0,86                                   | n/a                                    |
| Votos válidos | Votos válidos | 82 853 | 100,00                                 | 27                                     |
| Votos nulos | Votos nulos | 587 | Participación: · \| \| 62,18 % \| 5,2% | Participación: · \| \| 62,18 % \| 5,2% |
| Votantes | Votantes | 83 440 | Participación: · \| \| 62,18 % \| 5,2% | Participación: · \| \| 62,18 % \| 5,2% |
| Electores | Electores | 134 184 | Participación: · \| \| 62,18 % \| 5,2% | Participación: · \| \| 62,18 % \| 5,2% |
| 1 En 2015 esta agrupación se presentó en coalición bajo la candidatura de Ganemos 2 Partido político sin vinculo a la coalición de 2015 Ganemos Albacete | 1 En 2015 esta agrupación se presentó en coalición bajo la candidatura de Ganemos 2 Partido político sin vinculo a la coalición de 2015 Ganemos Albacete | 1 En 2015 esta agrupación se presentó en coalición bajo la candidatura de Ganemos 2 Partido político sin vinculo a la coalición de 2015 Ganemos Albacete | Más Información                        | Más Información                        |
| | 62,18 % | |                                        |                                        |

## Concejales electos
Relación de concejales electos:
| N.º | Nombre                                  | Lista | Lista               |
| --- | --------------------------------------- | ----- | ------------------- |
| 1   | Emilio Sáez Cruz                        |       | PSOE                |
| 2   | Manuel Ramón Serrano López              |       | PP                  |
| 3   | Vicente Casañ López                     |       | Cs                  |
| 4   | Amparo Torres Valencoso                 |       | PSOE                |
| 5   | Paulina Gloria Reales Cañadas           |       | PP                  |
| 6   | Alfonso Moratalla Moreno                |       | Podemos-IU-Equo-MAC |
| 7   | Modesto Javier Belinchón Escudero       |       | PSOE                |
| 8   | María José Gil Martínez                 |       | PP                  |
| 9   | Laura Mercedes Avellaneda Rivera        |       | Cs                  |
| 10  | Juana García Vitoria                    |       | PSOE                |
| 11  | Joaquina Alarcón Lozano                 |       | PP                  |
| 12  | Delfín Córcoles Peña                    |       | Vox                 |
| 13  | José González Martínez                  |       | PSOE                |
| 14  | Arturo Gotor Carrilero                  |       | Cs                  |
| 15  | Alberto Reina Moreno                    |       | PP                  |
| 16  | María Nieves Navarro Ródenas            |       | Podemos-IU-Equo-MAC |
| 17  | María José López Ortega                 |       | PSOE                |
| 18  | María de los Llanos Navarro González    |       | PP                  |
| 19  | Julián Ramón García                     |       | Cs                  |
| 20  | Manuel Martínez Rodríguez               |       | PSOE                |
| 21  | Francisco Navarro Cebrián               |       | PP                  |
| 22  | Ana Isabel Albaladejo García            |       | PSOE                |
| 23  | Rosa María González de la Aleja Sirvent |       | PP                  |
| 24  | María Teresa García Arce                |       | Cs                  |
| 25  | Carmen Fajardo Barba                    |       | Podemos-IU-Equo-MAC |
| 26  | Roberto Tejada Márquez                  |       | PSOE                |
| 27  | Julián Garijo Ortega                    |       | PP                  |